# C/1946 P1 Jones
C/1946 P1 (Jones) è una cometa non periodica scoperta dall'astrofilo neozelandese Albert Jones il 6 agosto 1946. Questa cometa ha una piccola MOID con il pianeta Saturno.